# Glukozamin-6-fosfatna deaminaza
Glukozamin-6-fosfatna deaminaza (EC 3.5.99.6, glukozaminfosfatna izomeraza, glukozamin-6-fosfatna izomeraza, fosfoglukozaminizomeraza, glukozamin fosfatna deaminaza, aminodezoksiglukozafosfatna izomeraza, fosfoglukozaminska izomeraza) je enzim sa sistematskim imenom 2-amino-2-dezoksi-D-glukoza-6-fosfat aminohidrolaza (ketolna izomerizacija). Ovaj enzim katalizuje sledeću hemijsku reakciju
-glukozamin 6-fosfat + 2O {\displaystyle \rightleftharpoons } D-fruktoza 6-fosfat + 3
Izomerizacijom aldozna-ketoznog tipa se konvertuje -CH(-NH2)-CH=O grupa glukozamin 6-fosfata u -C(=NH)-CH2-OH, čime se formira 2-dezoksi-2-imino-D-arabino-heksitol.

## Literatura
- Nicholas C. Price; Lewis Stevens (1999). Fundamentals of Enzymology: The Cell and Molecular Biology of Catalytic Proteins (Third изд.). USA: Oxford University Press. ISBN 019850229X.
- Eric J. Toone (2006). Advances in Enzymology and Related Areas of Molecular Biology, Protein Evolution (Volume 75 изд.). Wiley-Interscience. ISBN 0471205036.
- Branden C; Tooze J. Introduction to Protein Structure. New York, NY: Garland Publishing. ISBN 0-8153-2305-0.
- Irwin H. Segel. Enzyme Kinetics: Behavior and Analysis of Rapid Equilibrium and Steady-State Enzyme Systems (Book 44 изд.). Wiley Classics Library. ISBN 0471303097.

## Spoljašnje veze
- Glucosamine-6-phosphate+deaminase на 